# Aspen Beach Provincial Park
Der Aspen Beach Provincial Park ist ein 2,14 km² großer Provinzpark in der kanadischen Provinz Alberta. Der in der als Aspen Parkland bezeichneten Ökoregion gelegene Park, ist einer der kleinsten der Provincial Parks in Alberta.
Der in der Region Zentral-Alberta, im Verwaltungsbezirk Lacombe County, gelegene Park ist über den Alberta Highway 12 von Lacombe aus zu erreichen. Der Park liegt am Südufer des Gull Lake und grenzt nach Osten an das Sommerdorf Gull Lake.

## Geschichte
Der Provinzpark wurde bereits 1932 gegründet und ist damit der älteste der Provincial Parks in Alberta. 

## Aktivitäten
Im warmen und seichten Wasser des Sees ist Schwimmen und Paddeln sowie weiterer Wassersport möglich. 